# Arabe
Cet article concerne la langue arabe. Pour les autres significations, voir Arabe (homonymie).
L’arabe (en arabe : ٱلْعَرَبِيَّة, al-ʿarabiyya /alʕaraˈbiːa/) est une langue afro-asiatique de la famille des langues sémitiques. Avec un nombre de locuteurs estimé entre 449 millions et 480 millions de personnes, au sein du monde arabe et de la diaspora arabe, l'arabe est de loin la langue sémitique la plus parlée, bien avant l'amharique (seconde langue sémitique la plus parlée).
La langue arabe est originaire de la péninsule Arabique, où elle devint au VIIe siècle la langue du Coran et la langue liturgique de l'islam. L'expansion territoriale du Califat au Moyen Âge a conduit à l'arabisation au moins partielle sur des périodes plus ou moins longues du Moyen-Orient, de l'Afrique du Nord et de certaines régions en Europe (péninsule Ibérique, Sicile, Crète, Chypre, territoires d'où elle a disparu, et Malte, où le maltais en constitue un prolongement particulier). Parlée d'abord par les Arabes, cette langue qui se déploie géographiquement sur plusieurs continents s'étend sociologiquement à des peuples non arabes, et est devenue aujourd'hui l'une des langues les plus parlées dans le monde. C'est la langue officielle de plus de vingt pays et de plusieurs organismes internationaux, dont l'une des six langues officielles de l’Organisation des Nations unies.
La langue arabe est marquée par une diglossie entre l'arabe littéral, langue véhiculaire surtout écrite, et l'arabe dialectal, langue vernaculaire surtout orale. L'arabe littéral comprend l'arabe classique (pré-coranique, coranique, et post-coranique) et l'arabe standard moderne. L'arabe dialectal comprend de nombreuses variétés régionales, pas toutes intelligibles entre elles.
Les vecteurs du rayonnement culturel de la langue arabe sont l'islam, la littérature de langue arabe et les médias audiovisuels contemporains dont la télévision et Internet. Un vecteur historique important de rayonnement fut l'emprunt lexical de termes arabes dans des langues étrangères, entre autres les langues romanes dont le français.
La prononciation de l'arabe comporte un nombre assez élevé de consonnes (28 en arabe littéral) et peu de voyelles (trois timbres et deux longueurs en littéral, souvent un peu plus en dialectal). L'arabe s'écrit au moyen de l'alphabet arabe.
Par sa grammaire, l'arabe est une langue accusative et flexionnelle qui fait un usage important de la flexion interne. La syntaxe suit dans la proposition l'ordre fondamental verbe-sujet-objet, et le déterminant suit le déterminé dans le groupe nominal.
Des sciences linguistiques complémentaires à l'étude de la grammaire sont la sémantique et la stylistique de l'arabe, ainsi que sa lexicographie qui étudie le vocabulaire et permet l'élaboration de dictionnaires.

## Origine

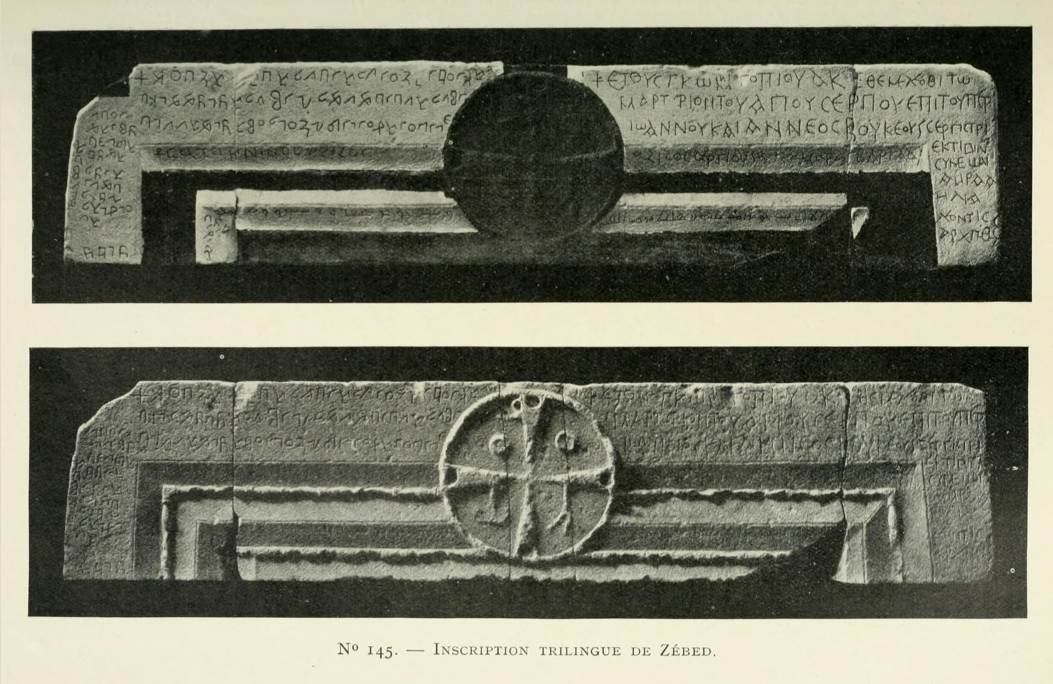
Inscription trilingue (grec, syriaque, arabe) de l'église Saint Serge à Zabad (sud-est d'Alep) datée 512 apr. J.-C..

L'origine de la langue arabe remonte au IIe siècle, dans la péninsule Arabique.
La tradition donne également des origines bien antérieures : la reine de Saba, l'ancien Yémen ainsi que des tribus arabes disparues dont les plus citées sont les tribus ʿĀd (عاد) et Thamūd (ثمود); qui auraient été de la descendance de Iram, l'un des fils de Sem fils de Noé; et qui auraient parlé cette langue dans une forme plus ancienne. Voir les langues sudarabiques anciennes.
La langue arabe n'est donc pas simplement le résultat d'une évolution humaine : elle est considérée comme ayant une d’origine divine. Cette idée, repose sur le fait que dans le Coran, la parole éternelle de Dieu a été révélé en arabe. La beauté stylistique du texte sacré, son agencement rythmique et sa profondeur lexicale ont été perçus comme inimitables, conférant à la langue une dimension sacrée. L’arabe n’est donc pas uniquement un moyen de communication, mais un vecteur du divin.
Cette perception est renforcée par certaines traditions selon lesquelles Adam, le premier homme, parlait arabe au paradis. Bien que ce mythe ne soit pas universellement reconnu, il met néanmoins en évidence la valorisation spirituelle et culturelle de la langue au sein de la civilisation islamique.Elle devient alors une langue de révélation, mais aussi de contemplation, où chaque mot peut cacher des significations profondes.
Les plus anciennes inscriptions arabes préislamiques datent de 267.
Les Abd Daghm étaient les habitants de Taïf et ce sont les premiers à inventer l'écriture arabe.

## Histoire préislamique
Contrairement à l’idée répandue d’une Arabie linguistiquement pauvre avant l’Islam, les recherches récentes montrent que la langue arabe existait bien avant le Coran, structurée et déjà riche. Il y avait une grande variété dialectale présente dans le nord et le sud de l'Arabie, où six principales formes d'écritures et de langues coexistaient, y compris le sabéen, le thamoudéen ou encore le lihyanite. Ces langues chamito-sémitiques ont coexisté avec une forme ancienne de l’arabe, déjà utilisée dans les échanges tribaux et la poésie.
Les Arabes préislamiques maîtrisaient un art poétique raffiné. Les fameuses Mu‘allaqāt, poèmes suspendus à la Kaaba, témoignent d’une langue au lexique riche, précise et expressive. L’écriture arabe, telle qu’on la connaît aujourd’hui, s’est développée à partir du nabatéen. Elle s’est progressivement imposée dans les inscriptions, notamment à partir du IVe siècle, avant d’être codifiée et sacralisée par la révélation coranique.

## Répartition géographique actuelle
L'arabe est parlé à des degrés divers dans les pays arabes du Moyen-Orient, en Iran (province du Khouzistan), en Turquie (frontière turco-syrienne), en Israël, dans les pays d'Afrique du Nord, du Sahara, du Sahel et sur les côtes de la Corne de l'Afrique.
Il est également pratiqué dans la diaspora arabe.

## Influence internationale
L’arabe n'a pas seulement été la langue du monde musulman ; il a aussi laissé une empreinte profonde sur d’autres langues et cultures[Lesquelles ?] tel que le castillan, le persan, le turc ottoman ou encore les langues européennes. En effet, avec l’expansion islamique, il est aussi la langue savante dans des domaines variés : astronomie, médecine, philosophie, mathématiques, etc. L'arabe a été intégré dans les systèmes éducatifs de l’Espagne musulmane, de la Perse et même de l’Inde, en enrichissant le lexique local. Ce phénomène se retrouve ailleurs : de nombreux mots arabes sont ainsi passés dans d’autres langues : en espagnol (azúcar, almohada, aceituna), en français (algèbre, zéro, amiral), ou en persan et en turc. Cette influence reflète une période d'apogée intellectuel[Quand ?][Quand ?],dans l'Empire arabo-musulmane au XIe siècle, durant laquelle l'arabe était une langue scientifique de portée internationale.

La langue arabe fait preuve d'un pouvoir d’adaptation qui lui a permis d'intégrer des termes étrangers tout en exportant les siens, devenant une langue de savoirs et de transmission culturelle.

## Langue officielle

Pays où la langue arabe est :
seule langue officielle
langue co-officielle dans un pays à majorité arabophone
langue co-officielle dans un pays à minorité arabophone

L'arabe standard moderne est reconnu en tant que langue officielle de 25 États, ce qui le place en troisième position après l'anglais et le français :
- les 22 États membres de la Ligue arabe : Algérie, Arabie saoudite, Bahreïn, Comores, Djibouti, Égypte, Émirats arabes unis, Irak, Jordanie, Koweït, Liban, Libye, Maroc, Mauritanie, Oman, Palestine, Qatar, Somalie, Soudan, Syrie, Tunisie, Yémen ;
- l'Érythrée ;
- le Tchad ;
- la République arabe sahraouie démocratique (reconnue par certains pays).

Le Somaliland, non reconnu internationalement, utilise également l'arabe comme langue officielle, en plus du somali.
Par ailleurs, la langue officielle de Malte, le maltais, est une langue dérivée de l'arabe sicilien du Moyen Âge.
Plusieurs organisations internationales ont l'arabe pour langue officielle :
- la Ligue arabe ;
- l'Organisation de la coopération islamique ;
- l'Organisation des Nations unies ;
- l'Union africaine ;
- l'Union du Maghreb arabe.

## Diglossie
La linguistique distingue différents registres de la langue arabe. La diglossie oppose langue littéraire et langues vernaculaires.

### Langue arabe littérale
L’arabe littéral est un terme générique qui regroupe quatre périodes historiques de la même langue au cours desquelles se déploient successivement l'arabe classique puis l'arabe standard moderne.

#### Arabe classique
L’arabe ancien est celui de la poésie préislamique.
L’arabe coranique est la langue du texte sacré des musulmans, le Coran, et des textes religieux.
L’arabe classique proprement dit est la langue de la civilisation arabo-musulmane.

#### Arabe standard moderne
L’arabe standard moderne naît au début du XIXe siècle en Égypte, après l’introduction de l’imprimerie et les publications de livres modernes. Il a été adopté par les pays de l’Afrique du Nord un siècle et demi plus tard. C’est la langue écrite commune de tous les pays arabophones.

### Langues arabes vernaculaires

Carte des différents dialectes arabes.

Les langues vernaculaires orales, différentes l’une de l'autre dans chaque région, et influencées par l’arabe standard sont appelées arabe dialectal, les substrats, superstrats et emprunts diffèrent selon les régions.
- Les différences entre des dialectes moins éloignés, comme l’algérien et le marocain ou le syrien et le libanais ne sont pas très grandes, mais celles entre « l’arabe marocain » et « l’arabe syrien » le sont. (On remarque cette différence par la prononciation et la dérivation des mots translatés de dialecte en dialecte.) L'arabe est tout de même généralisé via l'arabe littéraire, enseigné à tous dans le système scolaire arabe.
- Les dialectes les plus importants sont l’égyptien, le chami, le maghrébin, le hedjazi… Le chami est parlé en Syrie, au Liban, en Jordanie et Palestine, le hassanya parlé en Mauritanie, au Maroc, au Sahara occidental et dans quelques zones de l'Afrique de l'Ouest.
- Généralement, entre eux, les locuteurs de dialectes différents utilisent plutôt l’arabe littéral, ou une forme simplifiée de l’arabe littéral.

#### Regroupements de dialectes
Les langues arabes, regroupées en quatre groupes principaux, étant difficilement intercompréhensibles à l'intérieur de ces groupes, on est conduit à distinguer une quinzaine de langues très différentes (au moins autant que les langues latines) au sein desquelles les variantes dialectales sont suffisamment fortes pour être notées.
Les variantes arabes sont issues d'une matrice elle-même diverse, la Fassiha, forme sémitique hétérogène, langue des poètes et sa forme « lingua franca » des négociations inter-tribales.
L'arabe, désormais, constitue un ensemble de dialectes qui sont de plus en plus différents les uns des autres, et ressemble au cas de la langue latine qui donna naissance au français, à l'italien, à l'espagnol, etc. À titre d'exemple, l'arabe algérien parlé en Algérie est aussi différent de celui parlé au Yémen que le français peut l'être de l'espagnol, alors que ces deux derniers sont issus, l'un et l'autre, du latin. Cependant on ne parle pas encore de langues différentes, bien que l'arabe, comme le latin, tende à se différencier en plusieurs langues et dialectes propres. Pour le moment, seule l'écriture semble faire l'unité de la langue arabe.
En Occident par exemple, l'arabisation a commencé par l'implantation de camps arabes en Espagne et en province d'Afrique (Tunisie et Algérie orientale), phénomène à l'origine des langues andalouses et ifriqyennes, il s'est poursuivi par arabisation[pas clair] par contamination commerciale et administrative sur la population « romaine » autochtone, tandis que la ruralité « amazigh » a gardé la langue amazighe, les communautés urbaines maures sont apparues avec cette constante influence andalouse et ifriqyenne, notamment à Kairouan, Fès, Tlemcen, etc. et les nécessités liturgiques arabes dans ces centres universitaires, puis de l'arabisation administrative, surtout à partir des Mérinides (XIIIe siècle).
En parallèle, depuis le XIe siècle, et surtout le XIIIe siècle, des populations arabes bédouines (sinaïtes, libyennes, cyréniennes et peut-être yéménites) ont peuplé le Maghreb central et oriental, ainsi que les espaces sahariens, influençant, chacun avec leur dialecte propre (lié à leur origine singulière et leurs développements autonomes propres…) les populations berbères les plus sensibles.
Le groupe maghrébo-hassani, et les trois types de langue maghrébine (« aroubi », « maure », ifriquien) et la hassânya, tout en gardant des différences fortes, n'ont cessé d'échanger à l'intérieur d'espaces cohérents, et sont désormais absorbés par les dialectes nationaux standards.[réf. nécessaire]
Ils ne sont pas du tout intercompréhensibles, mais une forme de maghrébin simplifié permet une intercompréhension entre les commerçants par exemple, mais souvent le français prend le pas dans la diplomatie et le grand commerce.

##### Au Moyen-Orient
- Châmi
  - Cilicien
  - Alepo-Homçi
  - Damasco-Libanais
  - Jordano-Palestinien
- Jazirien
- Irakien
- Arabe du Golfe
- Hedjazo-Najdi
- Yemeno-Hadramaoui
- Égyptien, cyrénien, Ghazaoui

##### Groupe bédouin
- Bédouin : il s'agit d'un groupe qui connait une unité très claire et une similitude avec les dialectes sédentaires locaux, surtout le tripolitain, le jazirien, cyrénien, jordano-palestinien et Najdi, le hadramaoui…
  - Libyen
  - Syro-bédouin du nord, nord Syrie, (Liban), sud-jazirien
  - Syro-bédouin du sud (Palestine-Jordanie-sud-Syrie)
  - bédouin péninsulaire (Arabie saoudite et Jordanie)
  - bédouin néguévo-sinaïtique (Égypte et Palestine).

##### Au Maghreb
- Darija du Maghreb (arabe maghrébin)
  - Dialectes « citadins » (non-hilaliens) du Maroc : parlers anciens de Rabat, Salé, Tanger, Tétouan, Fès, Meknès, Taza.
  - Dialectes pré-hilaliens montagnards : parlers des Jbalas, Ghomaras
  - Dialectes pré-hilaliens citadins: région de Tlemcen et de l'est algérien (Jijel, Constantine, Mila, Sétif et Skikda)
  - Dialectes hilaliens des plaines atlantiques : parlers de Chaouia, Doukkala, Rehamna, Sraghna, Tadla, Gharb
  - Dialectes hilaliens de l'est du Maroc.
  - Parlers « urbains » (koinès) à forte influence hilalienne du Marocain : parlés dans les grandes villes du Maroc, résultat du brassage de différents dialectes à la suite des migrations des populations rurales vers les grandes villes
  - Arabe du Sud (transitionnel Hassani) : parlers de Tafilalet, Giri, Tata
  - Dialectes des Hauts-Plateaux algériens (traits nomades)
  - Dialectes citadins (traits sédentaires) du centre-nord et de l'est algérien
  - Tunisien : parlers pré-hilaliens dans les villes du Grand-Tunis, Nabeul, Hammamet, Bizerte, Sousse, Kairouan, Monastir, Mahdia et Sfax et parlers hilaliens dans le reste de la Tunisie
- Hassâniya, entre le Sénégal et le Niger au sud et l'anti-atlas au nord.
  - groupe « marocain » (Daoublali, Yahiaoui, Baamrani…), transitionnel avec « l'arabe du sud »
  - groupe sahraoui (de la Sagya à l'Adrar)
  - groupe trarza-tagant
  - oriental (entre Tichitt et Niger)

#### En Europe
- L'arabe andalou (disparu) parlé au Moyen Âge en Al-Andalus (Péninsule ibérique et côtes du sud de la France).
- L'arabe sicilien (disparu) parlé au Moyen Âge en Sicile et dans les Pouilles autour de la ville de Bari.
- Le maltais parlé à Malte est proche des dialectes arabes maghrébins et en particulier du tunisien[16].

##### Groupe subsaharien
- Tchadien
  - standard
  - arabya (langue ethnique)
  - darfouri
- Soudanais
  - khartoumi et post-nubien
  - "arabya" (langue ethnique)
  - nilotique

## Vecteurs de rayonnement
Un premier vecteur de rayonnement est la religion musulmane. L'arabe est resté une langue liturgique dans la plupart des pays musulmans, bien que l'arabe coranique se soit éloigné de la langue arabe moderne.
Un deuxième vecteur de rayonnement est la littérature en prose et poétique. Des écrivains non arabes ont utilisé la langue arabe pour leurs publications, comme le médecin et philosophe perse Avicenne. Les rois normands de Sicile se piquaient de parler l’arabe.
Un troisième vecteur de rayonnement sont les médias contemporains, journaux, radio, télévision (chaînes d'information panarabes, telles Al Jazeera ou Al-Arabiya) et les possibilités multiples d'internet.
Un vecteur important plus ancien est l’emprunt à l'arabe de mots et expressions par les langues non arabes, telles les langues romanes, comme le français.

### Interférences entre la langue arabe et la religion
La langue de l'islam étant l'arabe, de nombreux mots du domaine religieux sont d'abord apparus dans cette langue, et certains mots religieux n'existent qu'en arabe, ou possèdent un sens plus précis en arabe.
L'arabisation est fortement liée à l'influence culturelle, commerciale et administrative d'États se réclamant tout d'abord de la religion coranique.
Ainsi, en dehors du monde arabe proprement dit, plusieurs langues et de nombreux peuples ont été ou sont marqués de manière plus ou moins importante par la langue arabe et ont souvent adopté l'alphabet arabe.

#### En Europe
- Le castillan et le ladino (judéo-espagnol) sont influencés par la langue arabe et notamment le portugais qui est fortement marqué. La variante espagnole andalouse (qui a été largement écrite en caractère arabe : langue mudéjare), absorbée et annihilée par la période castillane (1240 à nos jours) en est une des composantes les plus frappantes, mais son influence sur les deux idiomes plus nordiques se double de l'influence générale de la civilisation islamique sur les royaumes « galiciens ». Depuis le XIIIe siècle, et a fortiori le XVIe siècle, le castillan a perdu une bonne partie de son vocabulaire arabe.
- Le sicilien en particulier et l'italien du Sud dans une moindre mesure sont largement marqués par la période arabe (IXe-XIe siècle) et la poursuite de sa civilisation sous les Normands au XIIe siècle. L'arrivée massive d'arabophones serviles originaires de Libye s'est poursuivie au cours de l'époque moderne pour l'exploitation sucrière et a contribué à entretenir et à renouveler le vocabulaire arabe de cette langue latine sicilienne.
- Le serbo-croate, en particulier celui de Bosnie, et l'albanais ont été arabisés à l'époque ottomane; ils ont ainsi reçu une riche terminologie religieuse, administrative, théorique, issue de l'arabe via le turc ottoman.
- Le turc de Turquie, le kurde et l'azerbaïdjanais du Sud comprennent plus d'un tiers de vocabulaire arabe, en dépit d'une entreprise, menée au XXe siècle par la République de Turquie, pour la remplacer par des importations turkmènes et des néologismes, l'emploi du vocabulaire turc-ottoman et anatolien, très arabisé, est resté très fort.
- Le tatar a été influencé indirectement par le biais du persan et du turc séldjoukide (XIIIe – XVe siècles) puis le turc ottoman à l'époque de l'État de Crimée (XVIe – XVIIIe siècles). Mais comme les langues caucasiennes plus tardivement musulmanes (XVIIe – XIXe siècles) (abkhaze, tcherkesse, tchétchène, daguestani, et même l'azerbaïdjanais du nord), le tatar a été très rapidement russifié.

#### En Asie
- Le persan et les autres langues iraniennes sont tellement influencés par le vocabulaire arabe, dans tous les domaines, que certains linguistes y ont vu une langue sémitique[réf. nécessaire] au XIXe siècle. Seul le tadjik du nord a subi une nette influence russe au XIXe siècle et surtout au XXe siècle.
- Les langues turques d'Asie Centrale (ouzbek-ouïghour, kazakh-kirghize, turkmène) sont elles aussi très marquées par une influence persane certaine. Les néologismes, comme en persan, sont souvent issus de néologismes de l'arabe standard contemporain.
- Les langues ourdou-hindi, sindhi, panjâbî, rajasthani et marahsti, et dans une moindre mesure le bihari, le bengali et certaines langues dravidiennes, sont très fortement influencées par la langue arabe. De son côté, l'ourdou a opté pour la « politique du hindi le plus arabisé (et persanisé) » afin de créer la langue pakistanaise et, comme ses voisins afghan et iranien, a conservé les caractères arabes.
- Le hui de Chine peut être écrit encore aujourd'hui en caractères arabes. Les originalités du dialecte ont mené à distinguer cette langue du mandarin et du jin, les deux groupes han voisins. Ses locuteurs composent jusqu'à 20 % de la petite région autonome du Ningxia.
- Le javanais et le malais sont superficiellement arabisés, plus ou moins dans la même mesure que le tatar, le kazakh ou le wolof.

#### En Afrique
- Au Maghreb le processus d'arabisation est entamé dès le VIIe siècle avec la fondation de la ville de Kairouan, à partir duquel l'arabe devient langue religieuse et administrative, tandis que le vocabulaire arabe entre dans les dialectes puniques, latins et berbères des plaines et des cités les plus importantes. Les invasions hilaliennes accélèrent l'arabisation des populations, introduisant encore plus de vocabulaire courant, bien au-delà du vocabulaire religieux ou d'origine proprement coranique.
- Les populations musulmanes du Tchad, du Soudan et de la corne de l'Afrique (toubou, nubiens, darfouris, afars, oromos, somalien) sont à des degrés divers si arabisés que la plupart des hommes sont arabophones, si bien que leurs langues en ont subi une influence claire et directe depuis plus de cinq siècles (en particulier en Somalie).
- Les populations bantoues de l'est sont toutes largement marquées par la civilisation swahili. À l'instar du persan, cette famille de langue présente une structure non arabe, mais un vocabulaire formé jusqu'à 50 % d'emprunts à l'arabe. Si le swahili s'écrit aujourd’hui en caractères latin, l'écriture arabe reste très répandue.
- En Afrique de l'Ouest, de la même manière, l'islamisation et l'arabisation du commerce au Moyen Âge, puis les invasions bédouines ont produit deux couches de forte arabisation. Les langues de cette région s'écrivaient depuis le XIIe siècle en caractères arabes, ce qui a augmenté l'influence de cette langue, surtout sur les peuples sahélo-sahariens  (songhai, peuls, touaregs), et dans une moindre mesure en wolof, bambara, mossi et haoussa, ces langues n'étant réellement influencées par l'islam que vers la fin de l'époque moderne.

### La littérature arabe
Quelques écrivains arabes célèbres sont :
- Abou el Kacem Chebbi, célèbre poète tunisien ;
- Naguib Mahfouz, lauréat du prix Nobel de littérature en 1988 ;
- Averroès est un philosophe, un théologien islamique, un juriste, un mathématicien et un médecin musulman du XIIe siècle ;
- Ibn Khaldoun, historien, philosophe et homme politique du XIVe siècle ;
- Edward Said, est un théoricien littéraire, un critique et un intellectuel palestinien de citoyenneté américaine ;
- Taha Hussein, romancier, essayiste et critique littéraire égyptien du XXe siècle ;
- Ahmad Amîn, penseur et écrivain arabe ;
- Imrou'l Qays, poète préislamique, auteur de l'un des poèmes suspendus (Al Mu'allaqât) ;
- Al-Mutanabbi, grand poète de la ville de Koufa ;
- Nizar Kabbani, poète syrien ;
- Adham Sharqawi, écrivain et romancier palestinien ;
- Khalil Gibran, est un écrivain, poète, peintre et photographe libanais de citoyenneté américaine ;
- Antara Ibn Chadded el'Absi, poète arabe pré-islamique du VIe siècle ;
- Abu Bakr Mohammed ben Abd-el-Malik ben Tufayl el-Qaïci, dit « Ibn Tufayl (ابن طفيل) », est un philosophe andalou, astronome, médecin, mathématicien.

### Les médias contemporains
L'arabe est une langue internationale. Toutefois, en dehors du monde arabe, il est moins enseigné en tant que langue étrangère que d'autres langues internationales. On ne le trouve guère que dans les universités et certains instituts spécialisés. Le manque de volonté politique pour promouvoir la langue ainsi que l'écart plus ou moins important entre l'arabe littéral et les différentes formes d'arabe dialectal sont peut-être des obstacles à l'internationalisation réelle de l'arabe. Mais, l'essor de nouvelles chaînes d'information panarabes, telles Al Jazeera, Al-Arabiya, ou encore l'utilisation de l'arabe par des chaînes étrangères telles que la chaîne française France 24, BBC Arabic Television, Russia Today, la Télévision centrale de Chine, Euronews ou l'américaine Al-Hurra entrainent un renouveau de la langue arabe, attesté par la création depuis quelques années de tests, comme CIMA développé par l'Institut du monde arabe avec le CIEP, pour certifier le niveau de langue.

### Les emprunts lexicologiques à l'arabe
L’arabe a légué une série de mots aux langues romanes (et de là aux autres langues d’Europe dont le français), surtout à l'espagnol, à l'italien et au portugais.

#### Emprunts arabes du français
On trouve des mots d'étymologie arabe en français. Ces emprunts se sont faits soit :
- directement (alfa, almée, amiral, arack, baobab, baraka, barbacane, barde, bédouin, bled, bordj, bouracan, cadi, cafard, caïd, calife, camaïeu, came, caoua, chiffre, chott, clebs, fellah, gazelle, harem, hasard, henné, jarre, kandjar, laiton, luth, maboul, maghrébin, méchoui, oued, salamalec, tambour, toubib, etc.),
- à partir d’une variété de l’arabe dialectal,
  - Maghrébin (barda, bézef, chouya, kif-kif)
  - Algérien (matraque, nouba, razzia, youdi)
  - Marocain (argan- d'origine berbère-, flouze, tajine)
  - Égyptien (cange, goudron, mamelouk) ;
- par l’intermédiaire du latin médiéval ou scientifique (alchimie, alcool, algèbre, alidade, amalgame, ambre, arcanne, avives, azur, benjoin, benzine, bourrache, camphre, chiffre, estragon, jupe, momie, orcanette, safran, sirop, zénith, etc.) ;
- par l’intermédiaire d’autres langues européennes, notamment romanes
  - principalement l’espagnol (abricot, alcade, alcarazas, alcôve, alezan, alfange, algarade, alguazil, almanach, aman, arrobe, aubergine (catalan), azerole, azimut, basaner, carmin, épinard, felouque, récif, etc.),
  - l'italien (arsenal, artichaut, assassin, aval, avanie, avarie, berner, café, calfeutrer, calibre, carafe, coton, douane, girafe, hégire, magasin, sirocco, tare, tarif, zéro, etc.)
  - et le portugais (argousin, abricot) ;

Il n'est pas toujours possible de déterminer s'il y a eu un intermédiaire occitan ou non, entre l'espagnol ou l'italien et le français.
D’autre part, l’arabe a transmis au français des mots originaires d’autres langues, notamment l’hindi (bonduc, candi)[réf. nécessaire], le persan ( alkékenge, alkermès, aniline, aubergine,azur, babouche, borax, bore, douane, orange, timbale, etc.)[réf. nécessaire], mais aussi le grec ( alambic,almanach, antimoine, etc.)[réf. nécessaire].
Citons enfin le cas du mot abricot, qui vient du latin praecoquum (qui a donné le doublet précoce) et qui est revenu en français sous cette forme après un voyage par l’intermédiaire du grec ancien πραικόκιον / praikókion, de l’arabe أَلْبَرْقُوق (ʾal-barqūq) (qui veut dire prune ou pruneau), de l’espagnol albaricoque ; un intermédiaire catalan albercoc avait donné aubercot, mot qui ne s’est cependant pas imposé contre albricòt de l'occitan pour abricot.
En ce qui concerne les noms propres, beaucoup de noms d’étoiles viennent également de l’arabe : Aldébaran, Bételgeuse, Algol, Alioth, Véga, Mizar, Fomalhaut, Altaïr, Saïph (Kappa Orionis), etc.

#### Une théorie: l'emprunt de l’article défini de l'arabe
L’article défini dans les langues romanes dérive des démonstratifs latins comme ille, illa. Il existe par ailleurs, indépendamment, dans les langues germaniques (par exemple l'allemand der, die, das), ou en grec ancien et moderne. De même, l’article indéfini provient du nombre signifiant « un » dans les langues indo-européennes (uno, una dans certaines langues romanes, ein en allemand, etc.).
Mais une théorie[De qui ?] croit y voir un emprunt à l’arabe dans les langues romanes[réf. nécessaire], se fondant sur la ressemblance avec a- ou al, l’unique article défini arabe (on a al normalement quand le mot arabe commence par une « consonne lunaire », c’est-à-dire principalement q, m, k et b ; et a- quand il commence par une « consonne solaire », c’est-à-dire principalement d, r, s, t et z.
Dans de nombreux mots empruntés à l'arabe, le castillan notamment, a souvent conservé cet article défini et l’a agglutiné au substantif. En revanche, ce phénomène est beaucoup plus rare en italien dans les emprunts populaires. Par exemple à l'espagnol aduana, algodón, azúcar correspondent doana (ancien italien > douane), cotone (> français coton), zucchero (> français sucre). En français, les mots qui conservent l'article sont généralement des emprunts à l'espagnol ou au latin médiéval, par exemple : alcool (< espagnol alcohol), alcali (< latin médiéval sal alkali), algèbre (< latin médiéval algebra), etc. et du temps de Voltaire on parlait de l'Alcoran.

#### Emprunt des chiffres arabes
Les chiffres arabes, utilisés dans la numérotation occidentale, ont été empruntés aux Arabes, qui les avaient eux-mêmes empruntés aux Indiens.
Actuellement, dans le monde arabe, seuls les pays du Maghreb (Tunisie, Algérie, Maroc, Libye, Mauritanie) utilisent les chiffres « arabes » dans leur forme occidentale ; les autres pays utilisent les anciens chiffres arabes, appelés naturellement « indiens » (mais ils sont différents des vrais chiffres hindis).
Les « chiffres arabes » dans leur forme actuelle ont été introduits en Europe par le mathématicien italien Fibonacci qui en a appris l’usage dans la ville de Béjaïa capitale de la petite Kabylie (Algérie) au Moyen Âge. En 1202, Fibonacci publie Liber abaci (« Le livre des calculs »), un traité sur les calculs et la comptabilité fondée sur le calcul décimal à une époque où l’Occident utilisait encore les chiffres romains et calculait sur abaque. Ce livre est fortement influencé par sa vie dans les pays arabes ; il est d’ailleurs rédigé en partie de droite à gauche. Par cette publication, Fibonacci introduit le système de notation arabe en Europe. Ce système est bien plus puissant et rapide que la notation romaine, et Fibonacci en est pleinement conscient. Il peina cependant à s’imposer avant plusieurs siècles. L’invention sera mal reçue car le public ne comprenait plus les calculs que faisaient les commerçants. En 1280, Florence interdit même l’usage des chiffres arabes par les banquiers. On jugea que le 0 apportait de la confusion et des difficultés au point qu'ils appelèrent ce système cifra (de sifr, zero en arabe), qui prit la signification de « code secret » en latin, tout comme le mot chiffre en français.

## Étude linguistique
La linguistique tient compte de la diversité de la langue arabe qui se présente sous les formes diglossiques d'une langue classique, coranique et littéraire, mais aussi sous une multiplicité de formes dialectales.
La linguistique, appliquée à chacun de ces « niveaux de la langue », étudie successivement l'arabe aux points de vue suivants.

### Prononciation
La prononciation de l'arabe est étudiée par trois sciences linguistiques complémentaires qu'il convient de ne pas confondre, la phonétique, la phonologie, et l'orthophonie. Cette dernière est normative et comprend l'étude de la cantillation des textes arabes liturgiques.

### Écriture

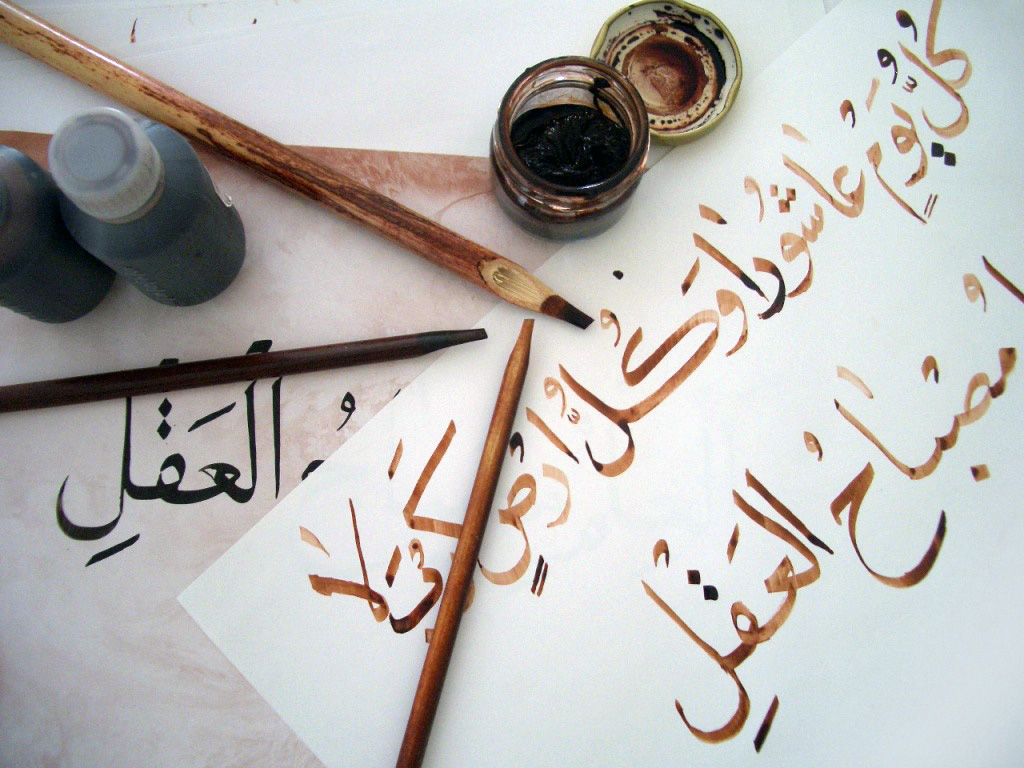
Exemple d'écriture arabe.

L'écriture de l'arabe est un phénomène qui peut être étudié, soit en tant que système graphique de l'arabe, soit au point de vue des modalités techniques de cette écriture.

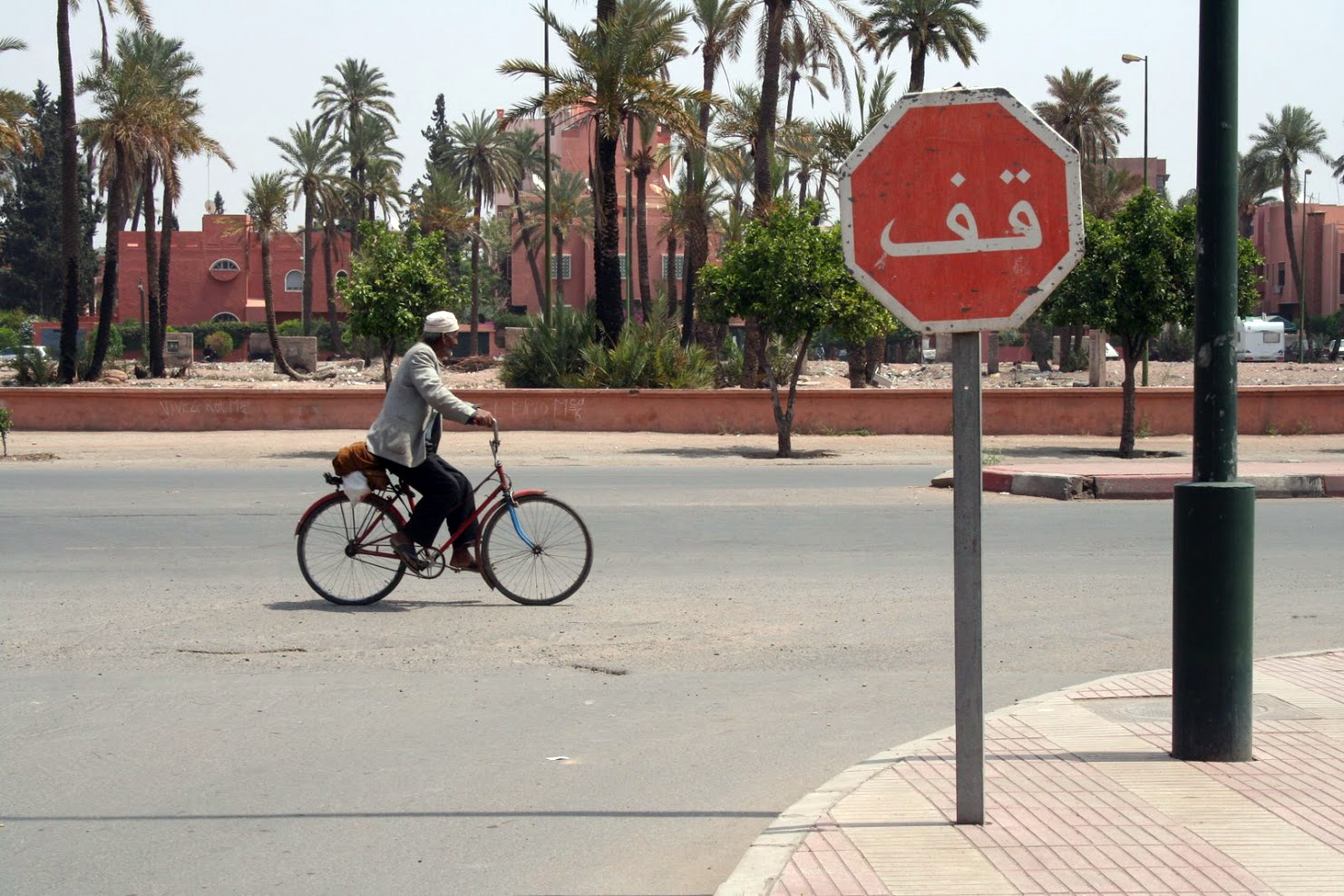
Panneau stop à Marrakech.

L'étude du système graphique s'attache à décrire l'alphabet arabe et les signes diacritiques de l'arabe parmi lesquels se détachent les particularités de l'écriture de la hamza. Les chiffres arabes intègrent aussi ce système graphique de l'arabe. La linguistique étudie aussi les problèmes de translittération (telle la translittération baha'ie) et de transposition, mais aussi l'usage du système graphique arabe pour écrire des langues non arabes (comme le urdu) qui exige des adaptations de l'alphabet arabe à ce nouvel usage.
Les modalités techniques de l'écriture arabe sont la calligraphie, la typographie, la dactylographie, et l'usage contemporain des programmes informatiques.
L'arabe s'écrit de la droite vers la gauche.

### Grammaire
La grammaire arabe étudie la formation des mots, la morphologie, et leur composition en phrases, la syntaxe.

### Sémantique
L'étude sémantique de la langue arabe s'attache au sens des mots.

### Lexicographie
La lexicographie de l'arabe étudie le vocabulaire de cette langue et la composition de dictionnaires.
Plus spécifiquement, elle étudie le vocabulaire de l'islam, ainsi que la formation de prénoms arabes et de noms propres arabes.

### Stylistique
La stylistique de l'arabe étudie la littéralité des textes arabes, et l'usage qu'ils font des figures de style, tant en prose qu'en poésie.